# 태안 동문리 마애삼존불입상
태안 동문리 마애삼존불입상(泰安 東門里 磨崖三尊佛立像)은 대한민국 충청남도 태안군 태안읍 동문리에 있는 백제의 마애삼존불 입상이다.
2004년 8월 31일 대한민국 국보 제307호 태안마애삼존불(泰安磨崖三尊佛)로 지정되었다가, 2010년 8월 25일 현재의 명칭으로 변경되었다.

## 현재 모습
태안 백화산 봉우리 밑 암자에 큰 암석이 있는데, 그 동쪽 면에 새겨져 있다. 무릎 아래가 땅에 묻혀 있었는데 1995년에 발굴하여 전체 모습을 다 볼 수 있다.
이 삼존상은 두 명의 여래와 한 명의 보살이라는 파격적인 형식을 취하고 있는데, 이는 한국의 조각 중에서 가장 희귀한 것이다. 따라서, 그 독특한 형식은 조각 뿐만 아니라 불교 교리사상으로도 중요한 의미를 갖는 대표적인 유물이다.
여래입상의 체구는 당당하며 보살상은 두 손으로 보주를 받들고 있다. 가운데 보살상이 쓰고 있는 보관은 가운데가 약간 높은 산 모양으로 장식이 귀 양쪽으로 늘어져서 어깨에 닿아 있다. 또 양 어깨 위에 드리워진 천의가 무릎 밑에서 교차되는데 백제의 초기 보살상의 전형을 따르고 있다.

## 제작 연대
제작 연대는 자세하게 밝혀지지는 않았으나, 6세기 중엽 경 중국 불상의 백제식 번안작으로 추측되고 있다. 오른쪽 여래는 양손, 왼쪽 여래는 오른손을 새끼손가락과 약손가락을 접고 있는데, 처음엔 옷자락을 잡는 데서 유래했을 이런 양식은 중국 남북조시대 북조에서 북위 효문제 태화 원년(477년)을 전후한 시기에 만들어진 윈강 석굴 포복불 양식에서 비롯된다. 그 뒤 이 손가락을 접는 곡지 형식의 수인이 북조에서는 535년에 만들어진 불상까지만 나타나며 남조에서는 남량 무제 중대동 원년(546년)의 기년명이 있는 〈혜영조석가모니불칠금석상〉까지만 나타난다. 이렇듯 6세기 중반을 넘지 않는 양식적 특색인 곡지 양식을 근거로 태안마애삼존불의 조성 연대를 6세기 중엽 전으로 추정할 수 있다.

## 같이 보기
- 마애석불
- 마애삼존불상
- 마애불상군
- 서산 용현리 마애여래삼존상 (국보 제84호)
- 경주 두대리 마애석불입상 (보물 제122호)
- 홍성 신경리 마애석불 (보물 제355호)

## 사진

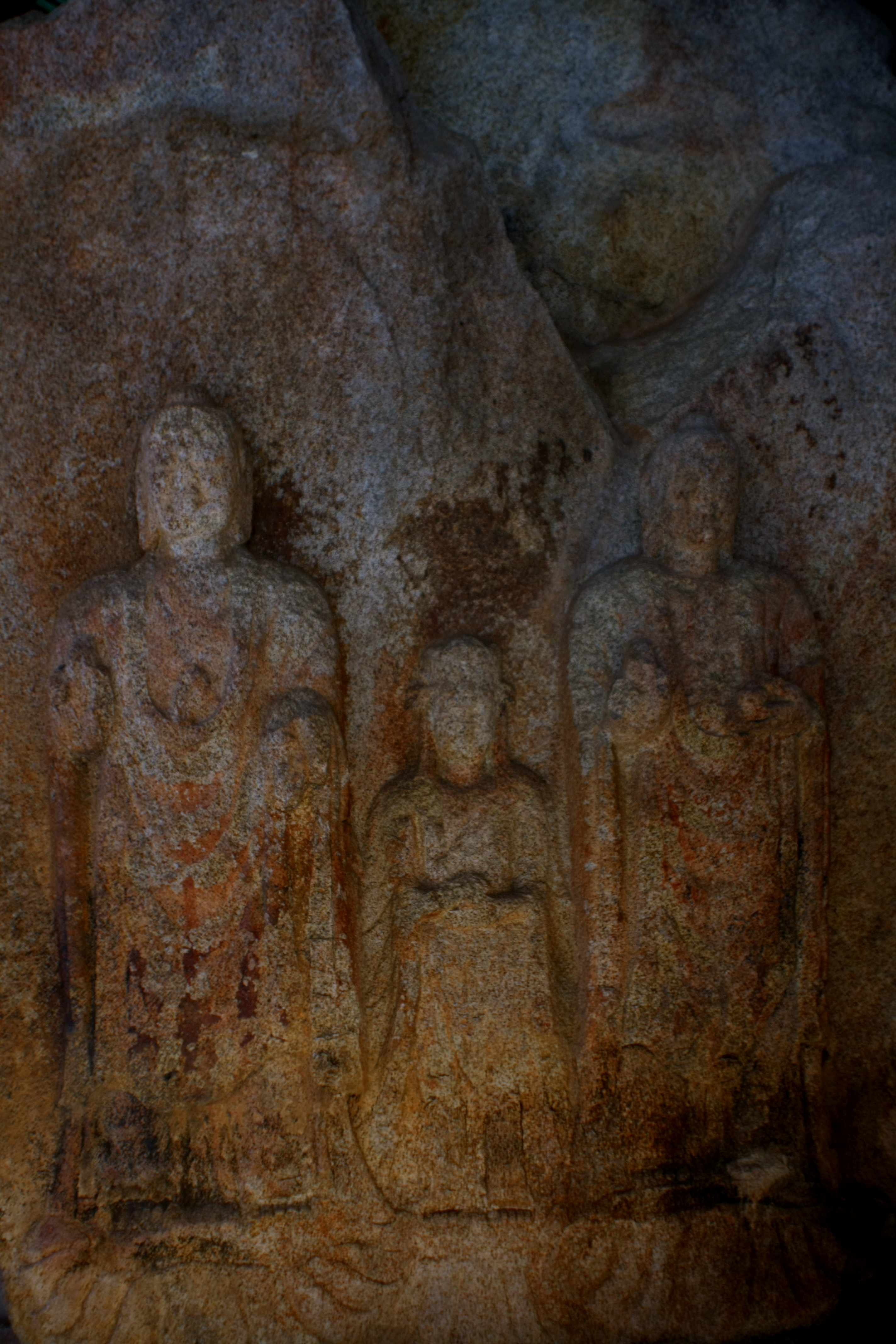
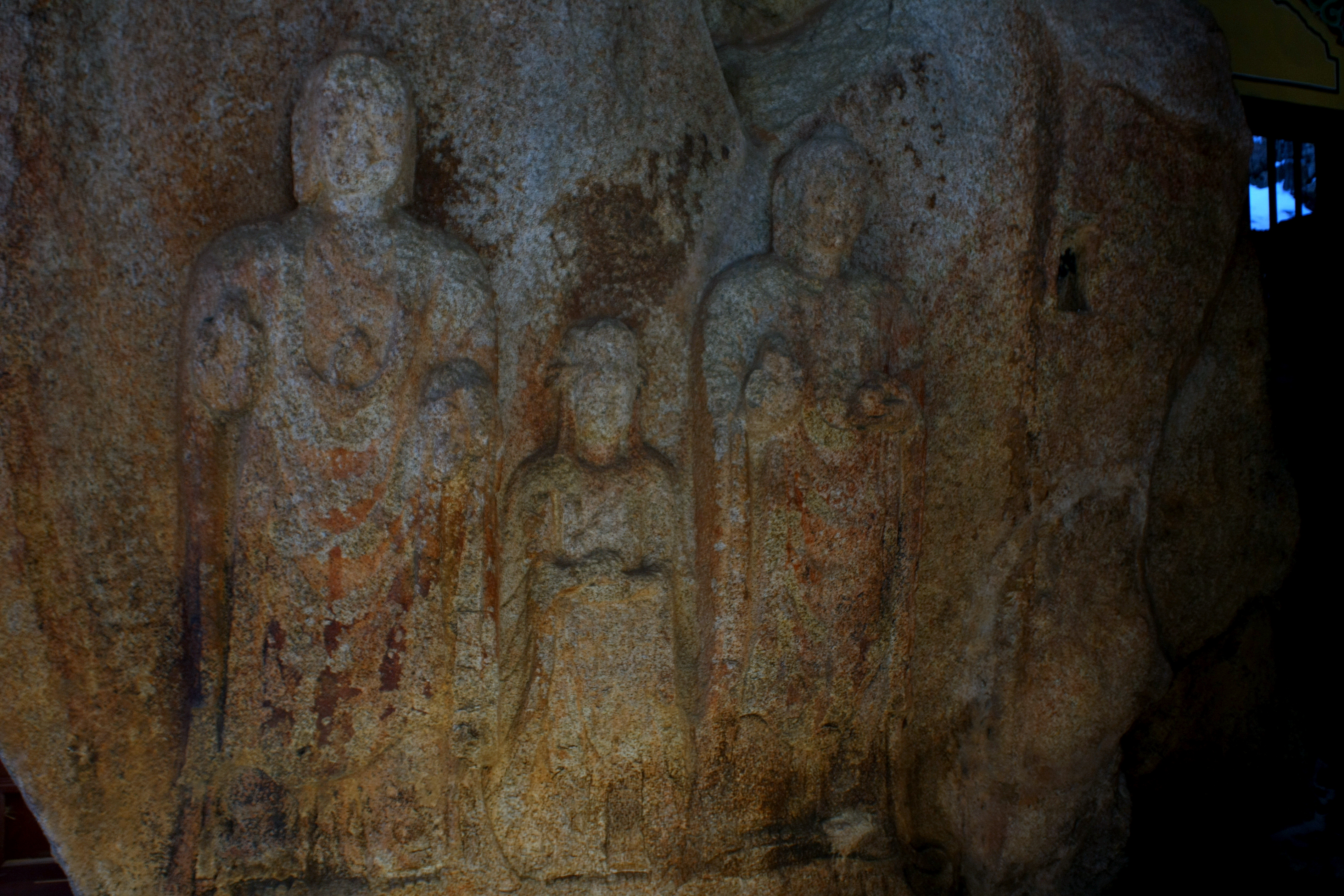
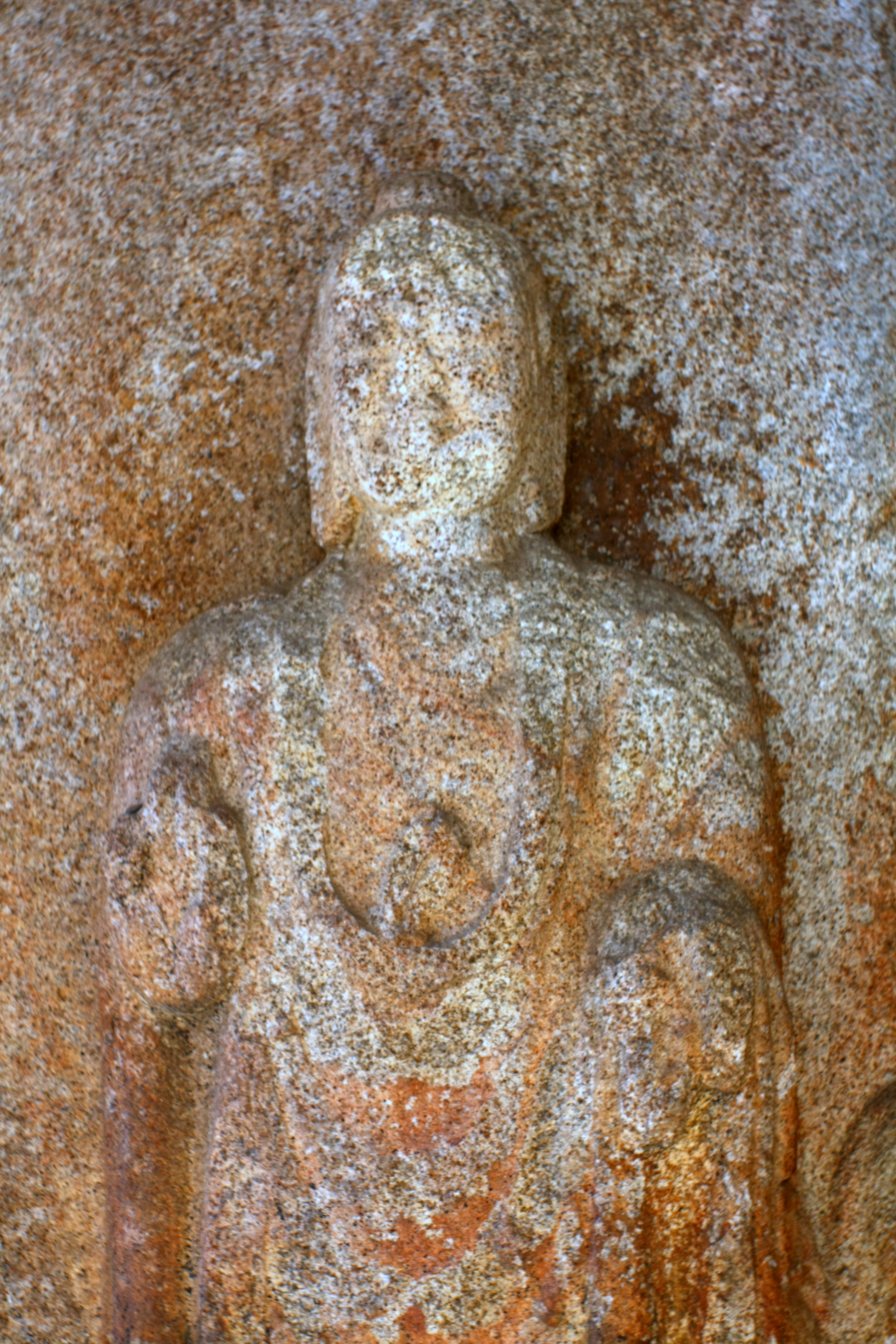
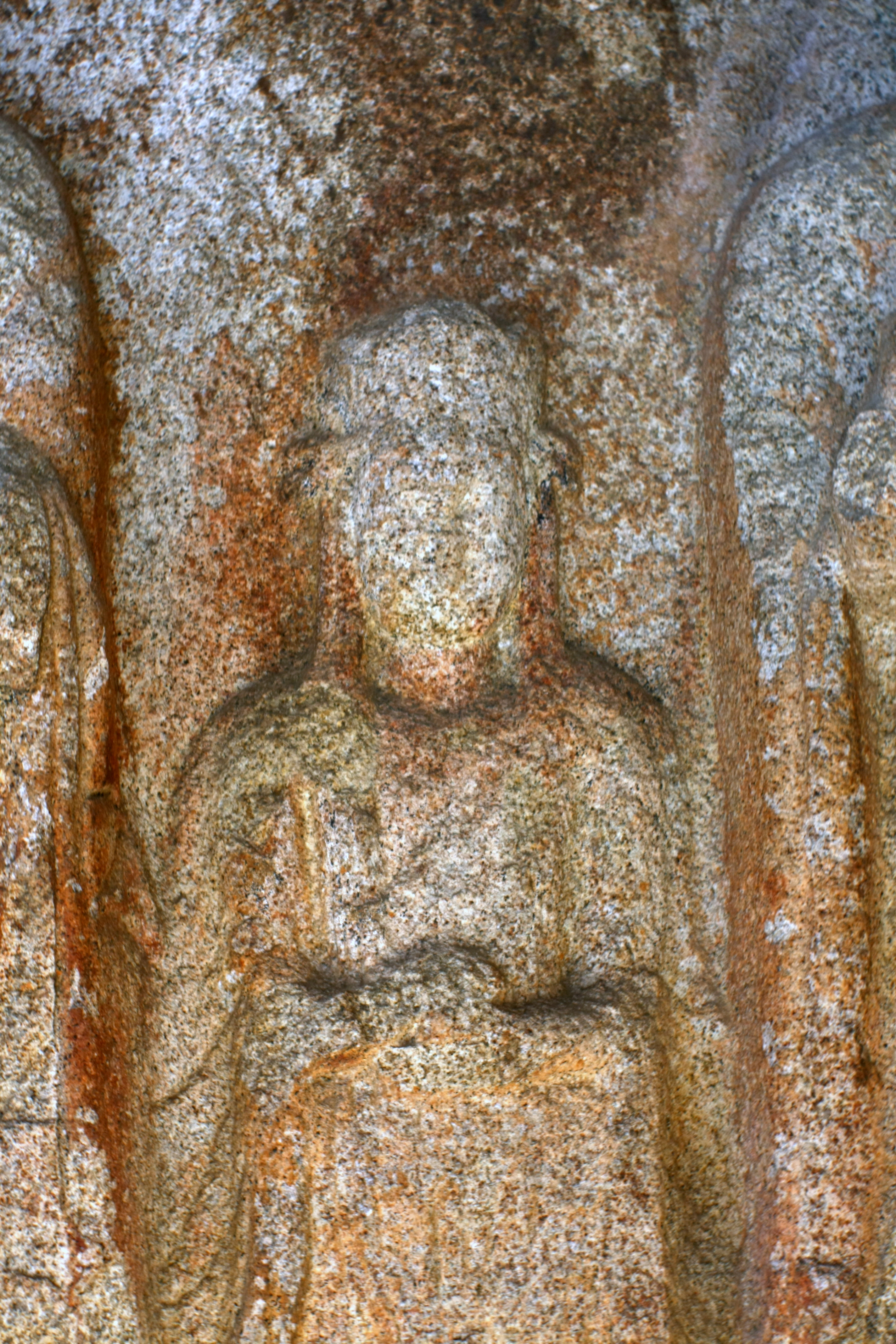
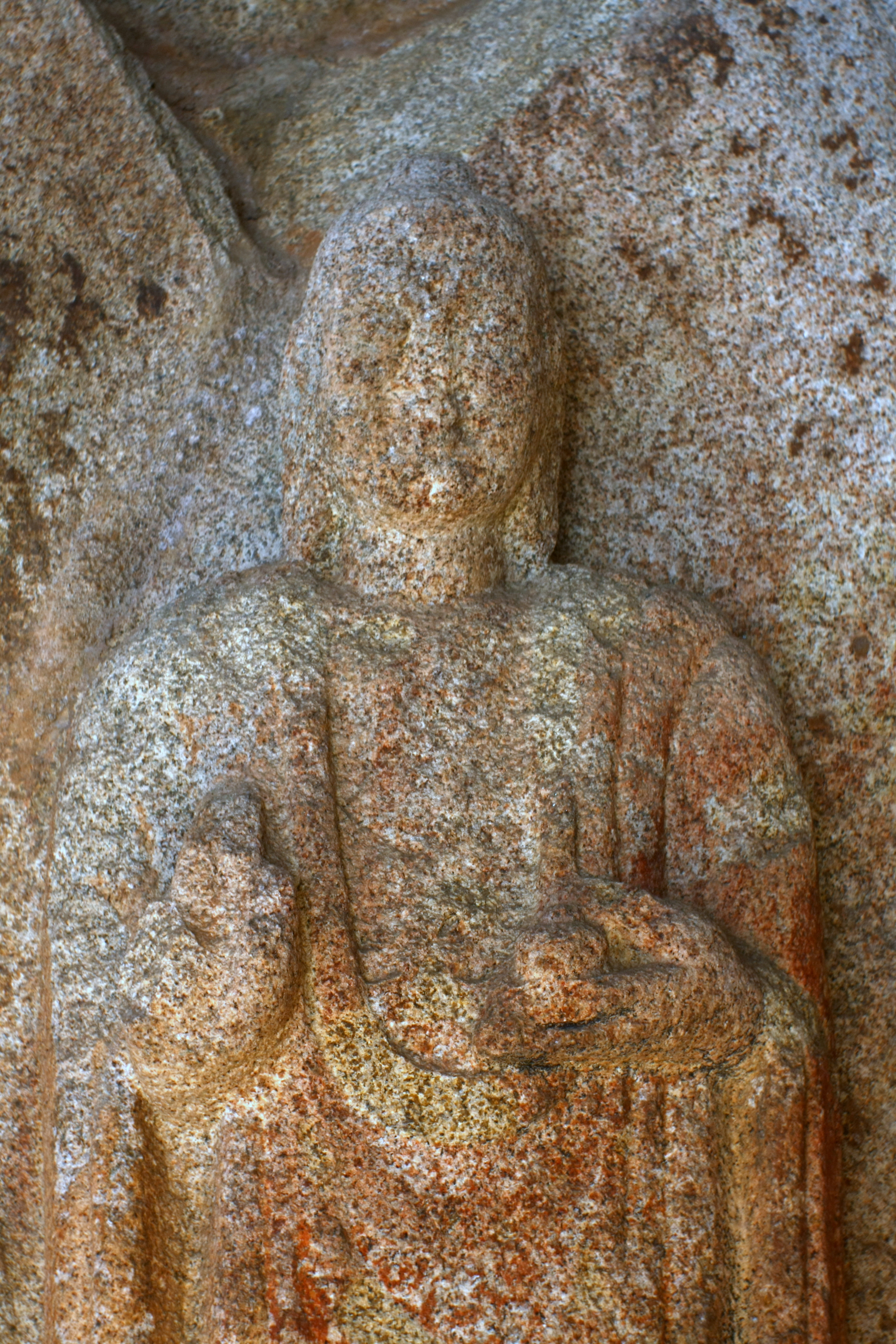
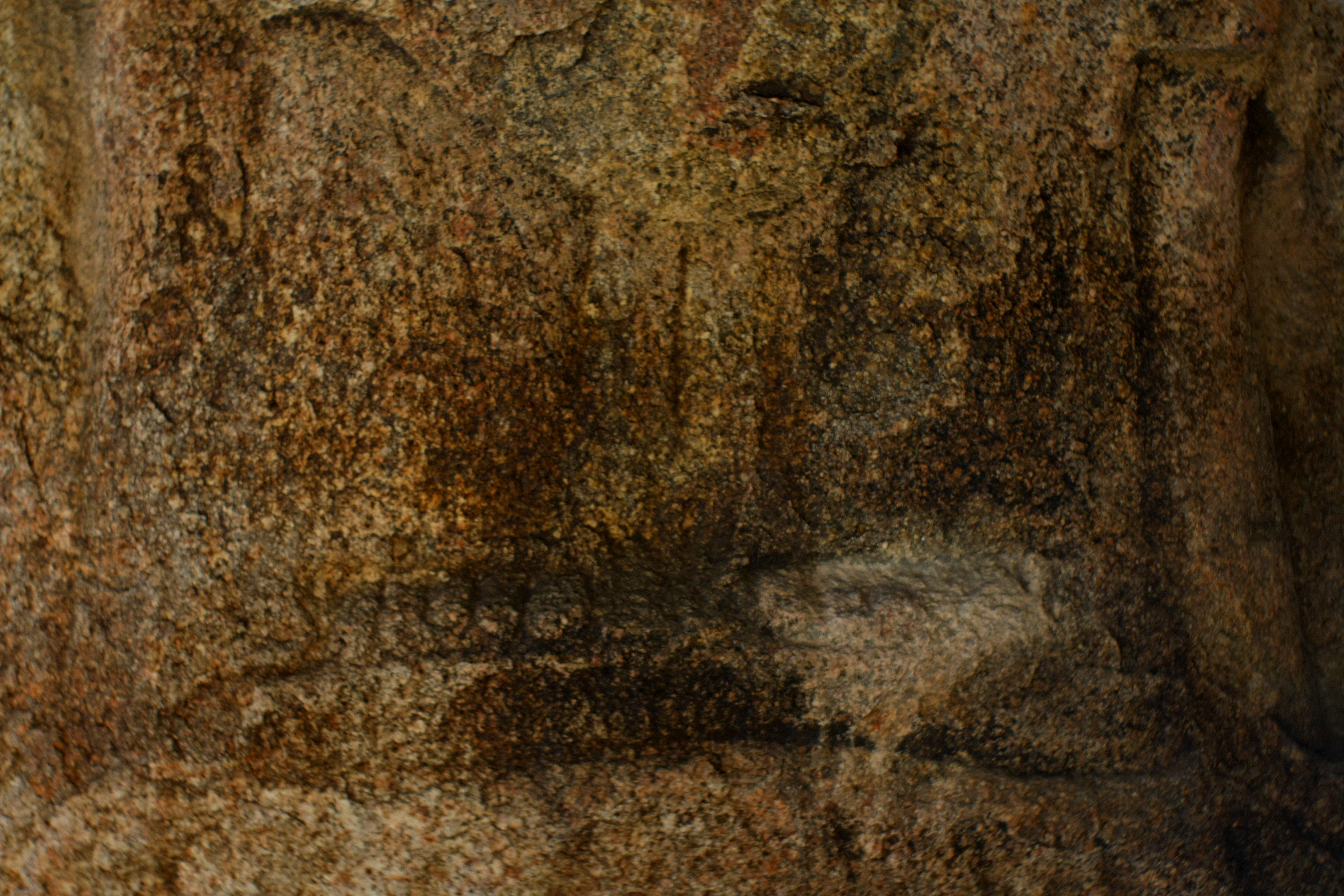
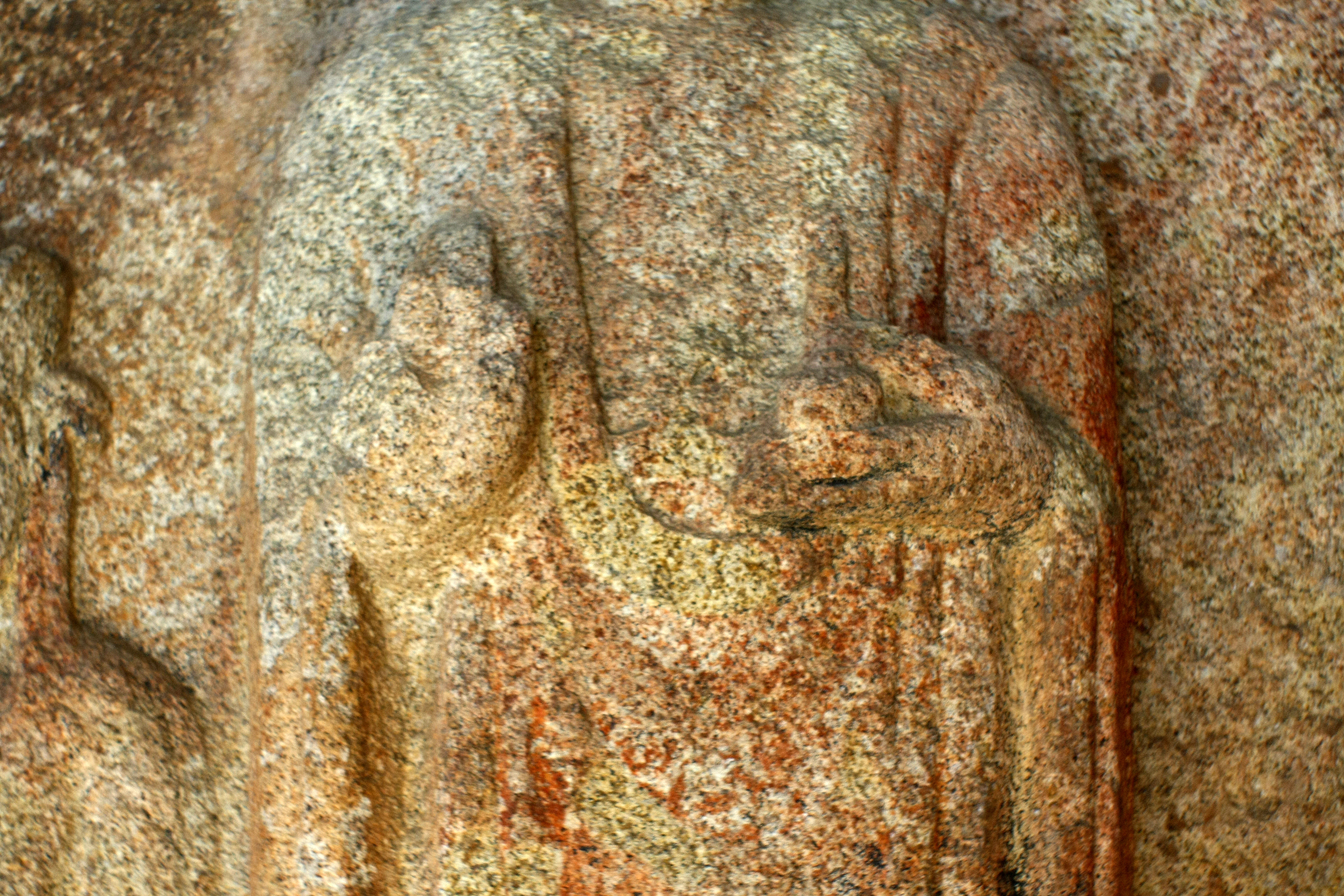
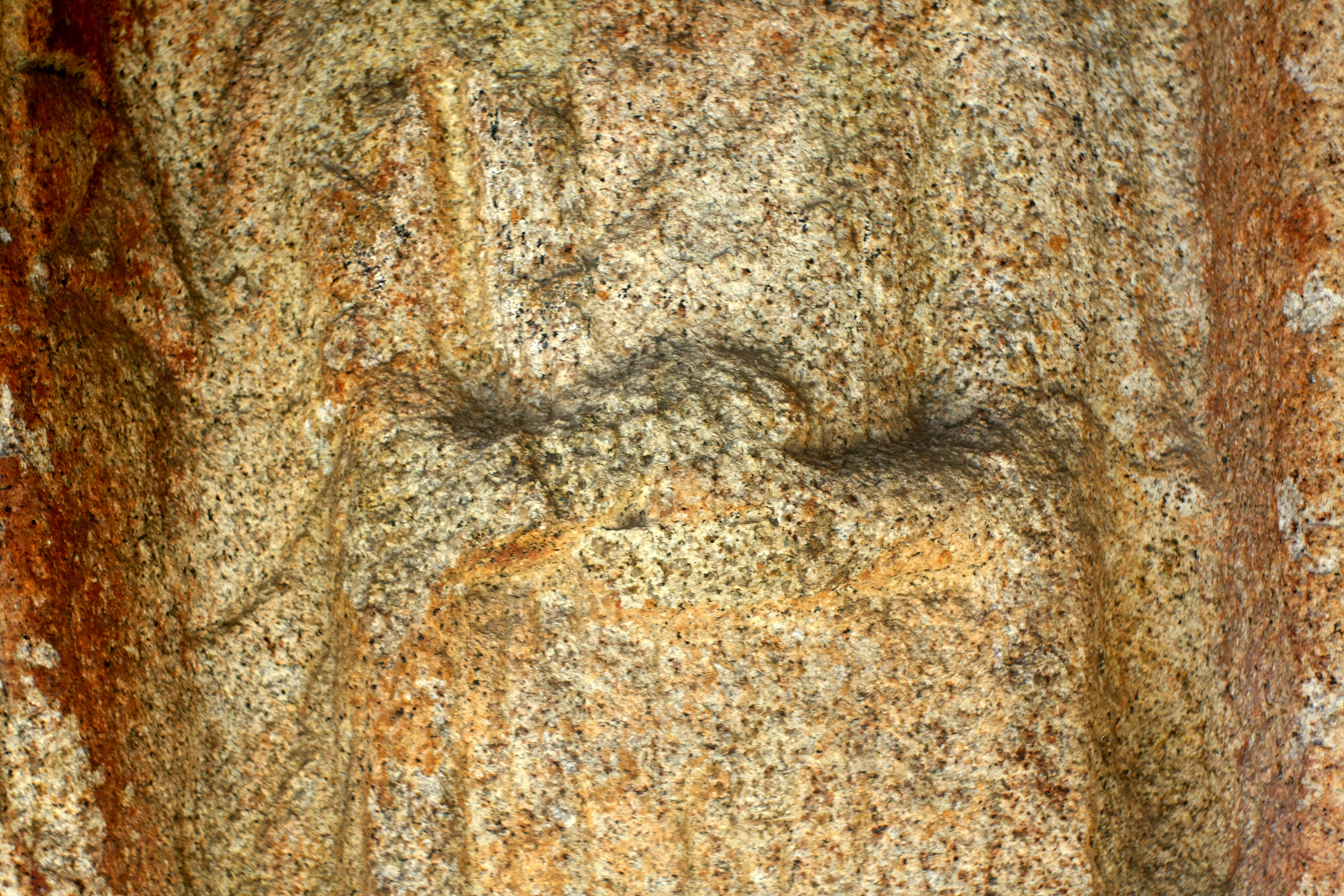
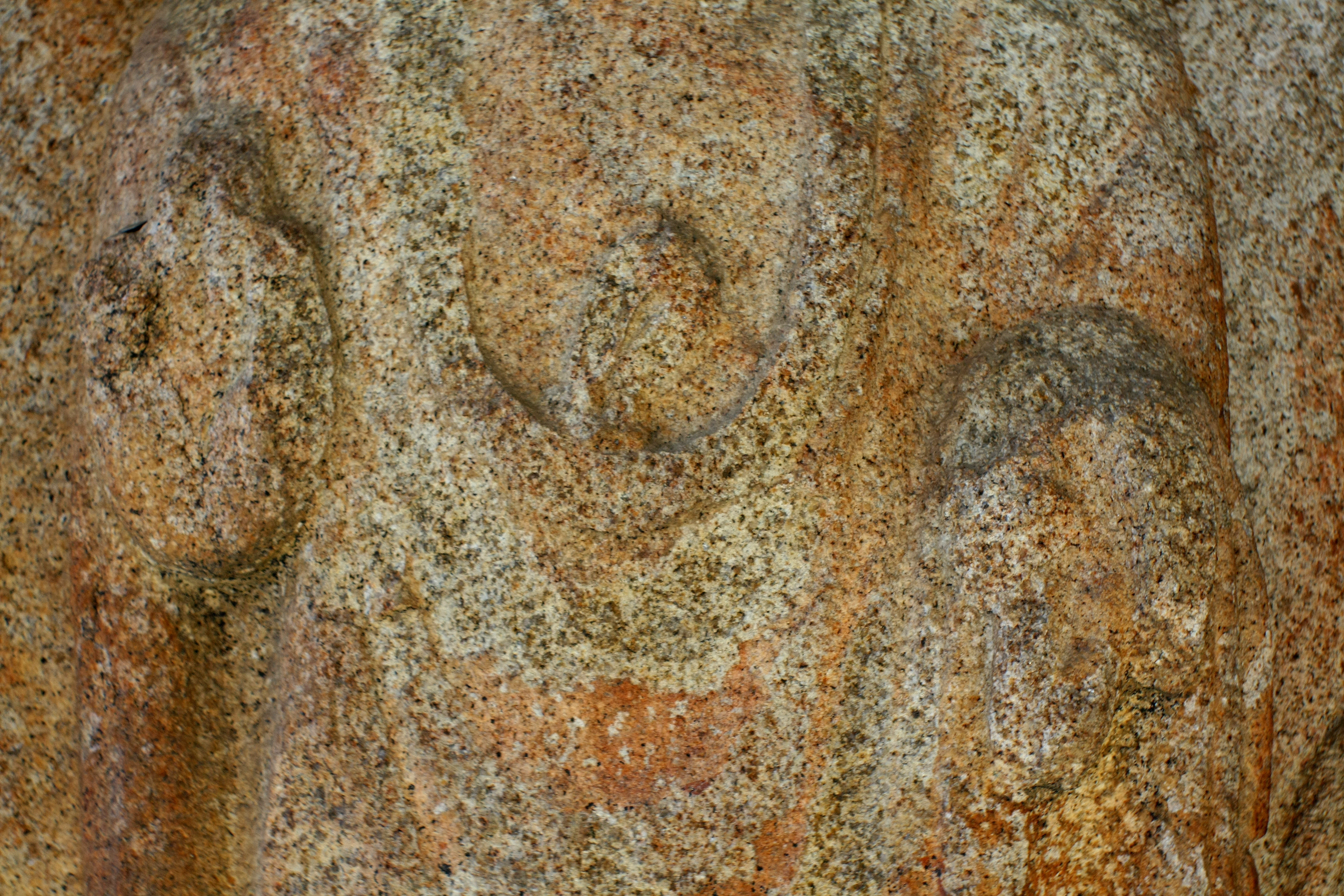

## 참고 자료
- 태안 동문리 마애삼존불입상 - 국가유산청 국가유산포털